# Johannes van Mildert
Johannes van Mildert ou Hans van Mildert, surnommé den Duytsch (l'Allemand), né à Koenigsberg (Duché de Prusse) en 1588 et mort à Anvers en 1638, est un sculpteur flamand actif à Anvers.
Il est l'auteur de nombreuses sculptures et ornements baroques conservées dans diverses églises des Pays-Bas du Sud et du Nord.

## Biographie
Il est le fils du peintre anversois Antoon van Mildert, décédé en 1597, qui s'était établi dans la capitale prussienne. C'est là qu'il se forma auprès de son compatriote Willem van den Blocke.
Après la mort de son père il retourna à Anvers qui après les troubles était à nouveau florissante. C'est là qu'il fut reçu maître dans la Gilde Saint-Luc en 1610.
On pense qu'il alla à Rome en 1608 et à Paris en 1610.
Mais il retourna à Anvers sous l'égide de Rubens dont la famille avait également eut un semblable parcours après son exil.
Il avait épousé Elisabet Waeyens et leur fils Cornelis van Mildert fut également sculpteur. Leur fille Elizabeth épousa le sculpteur Gérard van Opstal.

## Œuvre
À partir d'environ 1617, Van Mildert reçu d'abondantes commandes comme architecte-sculpteur et conçu ainsi un grand nombre d'ouvrages de statuaire et de décoration intérieure en pierre sculptée pour les églises de nombreux lieux. Ce qui le rendait le concurrent direct des frères Hans et Robrecht Colyns de Nole qui dominaient le marché.